# Alte Heiligkreuz-Jahrbücher
Die Alten Heiligkreuz-Jahrbücher (polnisch Rocznik świętokrzyski dawny) sind eine Sammlung von lateinischen Texten aus der ersten Hälfte des 12. Jahrhunderts. Neben den Annalen des Domkapitels Krakau, Traski-Jahrbüchern und den Großpolnischen Jahrbüchern gehören sie zu den wichtigsten Annalen des frühmittelalterlichen Polens. Sie wurden 1864 von Wilhelm Arndt in der Russischen Nationalbibliothek entdeckt und von ihm und Richard Roepell in den Monumenta Germaniae Historica veröffentlicht. Ihren Namen verdanken sie August Bielowski, der sie nach ihrem langjährigen Aufbewahrungsort im Heiligkreuz-Kloster benannt hat.

## Geschichte
Die Alten Heiligkreuz-Jahrbücher entstanden wahrscheinlich in Krakau oder Gnesen. Im 13. Jahrhundert gehörten sie dem Krakauer Domkapitel, ab Mitte des 15. Jahrhunderts wurden sie im Kloster Heiligkreuz verwahrt. In der Mitte des 18. Jahrhunderts befanden sie sich in der Warschauer Załuski-Bibliothek und wurden mit ihrem Bestand nach Sankt Petersburg als Beute verbracht. Mit dem Friedensvertrag von Riga kamen sie 1921 wieder nach Polen und wurden in der Polnischen Nationalbibliothek verwahrt. 1939 wurden sie nach Kanada in Sicherheit verbracht und kehrten 1959 nach Polen zurück. 2016 wurden sie in das Weltdokumentenerbe aufgenommen.

## Inhalt
Die Jahrbücher sind eine der wichtigsten historischen Quellen zur frühen Geschichte Polens. Sie enthalten eine Abschrift der nicht erhaltenen Annales Regni Polonorum deperditi, die die Jahre 948–1119 abhandeln, eine Fortsetzung der Annales für die Jahre 1119–1122, Berichte aus dem Jahr 1136 sowie spätere Ergänzungen aus dem 15. Jahrhundert. Die Jahrbücher enthalten Informationen zur Ankunft Dubrawka von Böhmen in Polen sowie der Taufe von Mieszko I.